# さとうまりこ
さとう まりこ（本名：佐藤 茉莉子（読み同じ）、1985年（昭和60年） - ）は、日本の絵本作家。山形県鶴岡市出身。

## 略歴
- 1985年（昭和60年）、山形県鶴岡市生まれ。
- 東北芸術工科大学情報デザイン学科卒。在学中からグラフィックデザイナーの上條喬久に師事し、絵本の制作をはじめる。
- 2010年、『とげとげ』（文：内田麟太郎、童心社）でデビュー。地元庄内で創作を続けている

## 著作物

### 著書
- 『とげとげ』（2010年、童心社）内田麟太郎 文／佐藤茉莉子 絵 ISBN：978-4-494-02556-5
- 『ポッタとポッテ ランプのあかり』（2013年、童心社） ISBN：978-4-494-00270-2